# Alberto Orlando
Alberto Orlando (* 27. September 1938 in Rom) ist ein ehemaliger italienischer Fußballspieler auf der Position eines Mittelstürmers.

## Leben
Alberto Orlando begann seine Laufbahn in der Jugendabteilung der AS Rom. In der Saison 1957/58 kam er gegen die US Alessandria zu seinem Serie-A-Debüt. Die Saison 1958/59 verbrachte er leihweise bei der ACR Messina in der Serie B. Orlando gelangen in dieser Saison unter Trainer Bruno Arcari 17 Treffer in 30 Spielen, womit er seiner Mannschaft zu Rang zehn in der Abschlusstabelle verhalf und hinter Santiago Vernazza (19 Tore) Zweiter der Torjägerwertung wurde.
Zur Spielzeit 1959/60 kehrte Orlando zur Roma zurück. Fortan gehörte er regelmäßig zur Stammformation und gewann 1960/61 gewann mit dem Hauptstadtklub unter Trainer Luis Carniglia den Messestädte-Pokal.
Zur Saison 1964/65 wechselte Orlando zur AC Florenz, für die er in 32 Partien 17 Tore erzielte und sich damit am Ende der Saison zusammen mit Sandro Mazzola von Inter Mailand auf dem ersten Platz des Torjägerklassements wiederfand. Trotz diesem Erfolg wechselte Orlando am Ende der Spielzeit zur AC Turin. In den Spielzeiten 1966/67 und 1967/68 leif er für die SSC Neapel auf. Am Ende der Saison 1968/69, in der er für SPAL Ferrara in der Serie B aktiv war, beendete Orlando seine aktive Laufbahn.
Für die italienische Nationalmannschaft spielte Alberto Orlando zwischen 1962 und 1965 fünfmal. Seine vier Länderspieltore schoss er alle in einem einzigen Spiel: Am 2. Dezember 1962 im Stadio Comunale in Bologna beim 6:0-Sieg gegen die Türken anlässlich der Qualifikation zur Fußball-Europameisterschaft 1964 unter Edmondo Fabbri.

## Erfolge
- Messestädte-Pokal-Sieger: 1960/61
- Torschützenkönig der Serie A: 1964/65 mit 17 Toren